# Atwillina
Atwillina es un género de foraminífero bentónico de la subfamilia Uvigerininae, de la familia Uvigerinidae, de la superfamilia Buliminoidea, del suborden Buliminina y del orden Buliminida. Su especie tipo es Siphogenerina pseudococoaensis. Su rango cronoestratigráfico abarca desde el Oligoceno medio hasta el Mioceno inferior.

## Discusión
Clasificaciones previas incluían Atwillina en el suborden Rotaliina del orden Rotaliida.

## Clasificación
Atwillina incluye a la siguiente especie:
- Atwillina pseudococoaensis †